# Unterbürg
Unterbürg ist ein Stadtteil der kreisfreien Stadt Nürnberg und Teil des statistischen Bezirks 94 (Laufamholz).

## Lage
Der Stadtteil liegt im Osten von Nürnberg zwischen Mögeldorf und Laufamholz, an der Ausfallstraße nach Schwaig, der Laufamholzstraße. Folgende Straßen gehören zum Stadtteil: Beerbacher Weg, Ellenbacher Weg, Eschenbacher Weg, Hartmannshofer Weg, Laufamholzstraße, Oelsbacher Weg, Pegnitzweg, Sendelbacher Weg und Unterbürger Straße.
Der namensgleiche statistische Distrikt 941 wird im Norden durch die Pegnitz und im Süden durch die Laufamholzstraße begrenzt. Er grenzt im Osten an den Distrikt 942 Ottensooser Str., Hammer, im Süden an Distrikt 940 Laufamholz (Happurger Str.), im Westen an Distrikt 923 Mögeldorf (Ebenreuther Str.) und im Norden an den Distrikt 913 Erlenstegen (Wasserwerk).

## Geschichte

### Schloss
Um 1250 errichteten die Reichsministerialen von Lauffenholtz (Laufamholz) an der Pegnitz einen Wohnturm (heutige Unterbürger Straße 36). Man nimmt an, dass der Herrensitz Unterbürg der Stammsitz der Laufamholzer war. Sie besaßen auch einen Sitz in Mögeldorf (das spätere Hallerschloß), wichen jedoch vor den expandierenden Burggrafen von Nürnberg in den Steigerwald aus. Dort erhielten sie um 1333/34 die Burg Obermelsendorf als Würzburger Lehen. Zuletzt standen sie in Diensten des Hochstifts Bamberg; in Mögeldorf behielten sie jedoch Lehenrechte bis zu ihrem Aussterben 1568. Die Unterbürg gehörte ihnen bei deren erster urkundlicher Erwähnung 1363 schon nicht mehr. In diesem Jahr räumte Leupolt Groß, ein Sohn des berühmten Reichsschultheißen und Stifters des Heilig-Geist-Spitals Konrad Groß, der Reichsstadt über sein „stainhaus ze Lauffenholtz in dem weyer gelegen“ das Öffnungsrecht im Kriegsfall ein. Etwa neun Jahre später veräußerte er die reichslehnbare Wasserburg an den Nürnberger Bürger Ulrich Groland. 1390 räumten Ulrich Groland und sein Sohn Hans d. Ä. der Reichsstadt wiederum das Öffnungsrecht über ihre „vesten Lauffenholtz“ ein. Nach einer Besitzteilung von 1407/09 erhielt Hans d. J. Groland die Grundstücke im Bereich der bald darauf errichteten Oberbürg, wo zuvor eine reichslehnbare Hofstatt gestanden hatte, die im Ersten Markgrafenkrieg 1449 niedergebrannt war. Die Patrizierfamilie blieb bis 1453 auf der Unterbürg ansässig.

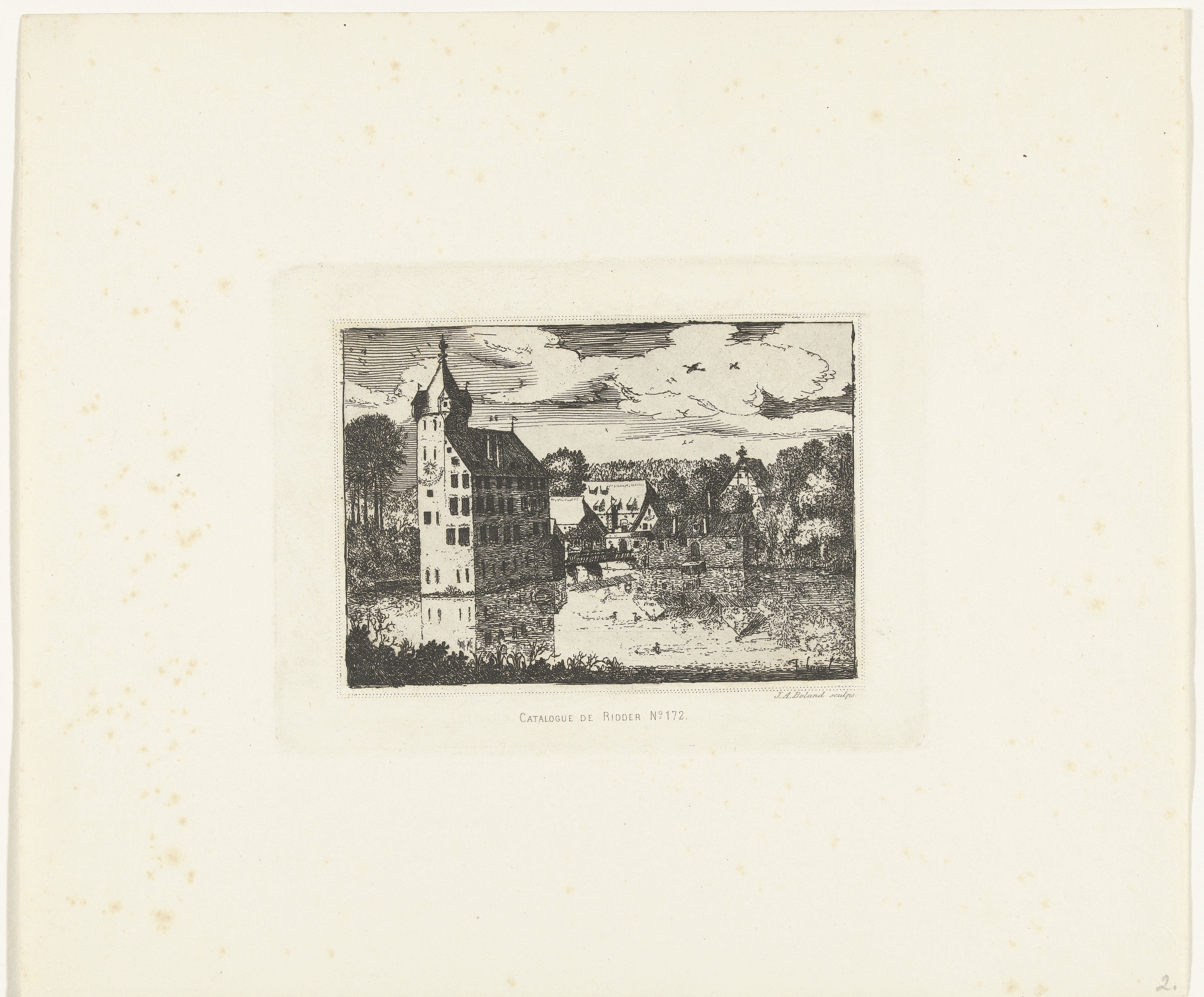
Die Unterbürg 1874

1453 veräußerte Leonhard Groland „die hoffraite, die behausung, den thurn und stadel zu Lauffenholz“ an Ortolf Stromer, wogegen jedoch Grolands Verwandte aus den Familien Volckamer und Holzschuher Klage erhoben. Erst 1482 kam es zu einem Vergleich, die Unterbürg kam an die Stiefbrüder Stromer und Derrer. 1491 wurde die Familie Derrer vom Kaiser mit der Burg belehnt, die in den folgenden Jahrhunderten zum Stammsitz des Nürnberger Patriziergeschlechts wurde. 1706 starb mit Georg Veit Derrer von Unterbürg der Letzte des Geschlechts. Seine Witwe Barbara Katharina, geborene von Oelhafen, heiratete 1716 den Juristen Dr. Johann Paul Endter; es folgte durch Eheschließungen der Erben 1735–1802 die Familie Petz von Lichtenhof. Wiederum durch Heirat folgte der preußische Generalmajor Christian von Randahl (1750–1826). Noch im 18. Jahrhundert bot der Ansitz trotz der frühneuzeitlichen Umbauten den Anblick einer mittelalterlichen Wasserburg. Eine Zugbrücke ermöglichte den Zugang zum Hauptgebäude. Der Vorhof war mit zwei Toranlagen und einer Wehrmauer gesichert. Innerhalb des Mauerrings waren Nebengebäude gruppiert: ein bewohnbares Torhaus am oberen Tor, das Schlossbauernhaus, eine Wagenremise, zwei Scheunen, ein Gärtnerhaus mit angebauter Schupfe, ein Tagelöhnerhaus, ein Zinshaus, Stallungen, Schweineställe und ein Backhaus. Auch die Vorburg lag innerhalb der Weiheranlage, wobei ein befahrbarer Damm den Zugang gewährleistete.
Über die Familien Lambeck, Schildknecht und einige Spekulanten kam das Gut schließlich 1885 an den Spediteur Heiling. Dieser baute die Wasserburg unter Verwendung neogotischer Stilelemente im Inneren um, brach neue Fensteröffnungen in die Mauern und schüttete die Gräben zu. Bereits im frühen 20. Jahrhundert wurde nach einer Besichtigung festgestellt, dass das Gebäude „im Innern seines Denkmalwertes ... vollkommen beraubt worden“ sei. Kern des Ansitzes blieb aber der mittelalterliche Wohnturm, der bereits 1563 mit spitzem Zeltdach und vier Scharwachttürmchen bildlich bezeugt wird. Der Herrensitz überstand den Zweiten Weltkrieg, wenn auch mit schweren Schäden, während die unmittelbar benachbarten Wirtschaftsgebäude und die nahe Oberbürg weitgehend zerstört wurden. Lange Zeit prägte ein Notdach das äußere Erscheinungsbild des Turms, bis die Unterbürg nach einem Besitzerwechsel 1990 restauriert wurde und als Rekonstruktion die alte Dachform und die Scharwachttürmchen wieder zurückerhielt.

### Ortschaft
Gegen Ende des 18. Jahrhunderts gab es in Unterbürg drei Anwesen (das Schloss und Handwerkerhäuser). Das Hochgericht übte die Reichsstadt Nürnberg aus, was von den brandenburg-ansbachischen Ämtern Schwabach und Schönberg bestritten wurde. Grundherr über alle Anwesen war der Nürnberger Eigenherr von Randahl.
Ab 1796 wurde Unterbürg vom preußischen Justiz- und Kammeramt Burgthann verwaltet. 1806 kam der Ort an das Königreich Bayern. Im Rahmen des Gemeindeedikts wurde Unterbürg dem 1808 gebildeten Steuerdistrikt Laufamholz und der im selben Jahr gegründeten Ruralgemeinde Laufamholz zugeordnet. In der freiwilligen Gerichtsbarkeit unterstanden 13 Anwesen bis 1812 dem Patrimonialgericht Unterbürg.
1938 wurde Unterbürg in die Stadt Nürnberg eingemeindet.

### Baudenkmäler
- Ehemaliges Wasserschloss
- Brunnenstube

### Einwohnerentwicklung
| Jahr      | 001818 | 001840 | 001861 | 001871 | 001885 | 001900 | 001925 |
| Einwohner | 39     | 58     | 60     | 70     | 73     | 77     | 157    |
| Häuser    | 9      | 7      |        |        | 12     | 13     | 20     |
| Quelle    | [ 8 ]  | [ 9 ]  | [ 10 ] | [ 11 ] | [ 12 ] | [ 13 ] | [ 14 ] |

## Religion
Der Ort ist seit der Reformation überwiegend protestantisch. Die Einwohner evangelisch-lutherischer Konfession sind nach Heilig Geist gepfarrt, die römisch-katholischen Einwohner nach St. Karl Borromäus.